# Wild Thoughts
Wild Thoughts (z ang. "Dzikie myśli") – piosenka i singel amerykańskiego muzyka DJ-a Khaleda z udziałem barbadoskiej piosenkarki Rihanny i amerykańskiego wokalisty Brysona Tillera. To trzeci singel promujący album Grateful. Ukazał się 16 czerwca 2017 pod szyldem We the Best oraz Epic Records.
W Polsce singel uzyskał certyfikat trzykrotnej platynowej płyty za sprzedaż powyżej 60 000 sztuk.